# Franz Ferdinand
Franz Ferdinand – szkocki zespół muzyczny pochodzący z Glasgow, wykonujący muzykę indierockową. W skład zespołu wchodzą: wokalista i gitarzysta Alex Kapranos, basista Bob Hardy, gitarzysta Dino Bardot, klawiszowiec Julian Corrie i perkusistka Audrey Tait. Powstał pod koniec 2001, a dzięki mieszance muzyki rockowej i tanecznej stał się jednym najpopularniejszych brytyjskich zespołów początków XXI wieku. 
Jego utwory znalazły się w pierwszej dwudziestce list przebojów w Wielkiej Brytanii. Ich drugi singiel „Take Me Out” okazał się wielkim przełomem komercyjnym, osiągając trzecie miejsce na brytyjskiej liście przebojów. Byli nominowani do kilku nagród Grammy i zdobyli dwie nagrody Brit Awards, w tym w kategorii „Najlepszy Brytyjski Zespół”, a także jedną nagrodę NME. W 2005 roku zespół wydał swój drugi album studyjny You Could Have It So Much Better. Trzeci album studyjny zespołu, Tonight: Franz Ferdinand, ukazał się w styczniu 2009 roku, natomiast w sierpniu 2013 roku zespół wydał swój czwarty album Right Thoughts, Right Words, Right Action.
W 2015 roku Franz Ferdinand i Sparks utworzyli supergrupę FFS i w czerwcu 2015 roku wydali album pod tym samym tytułem. Po płycie FFS skład zespołu uległ kilku zmianom, począwszy od odejścia Nicka McCarthy'ego w 2016 roku i przyjęciu do niego Julianna Corriego i Dino Bardota. W lutym 2018 roku ukazał się piąty album studyjny Always Ascending. Paul Thomson odszedł z Franz Ferdinand w 2021 roku, a w jego miejsce weszła Audrey Tait. Szósty album studyjny zespołu, The Human Fear, miał swoją premierę w styczniu 2025 roku.
Płyty grupy Franz Ferdinand wydaje niezależna wytwórnia Domino.

## Historia

### Powstanie zespołu iFranz Ferdinand(2001–2005)

Pierwsze logo zespołu Franz Ferdinand

Zespół został założony w Glasgow przez wokalistę i autora tekstów Alexa Kapranosa, gitarzystę i klawiszowca Nicka McCarthy'ego, basistę Boba Hardy'ego i perkusistę Paula Thomsona, którzy grali wcześniej w różnych szkockich zespołach takich jak: The Karelia, The Yummy Fur, The 1990s czy 10p Invaders.
Kapranos nauczył swojego przyjaciela Hardy'ego gry na basie, po tym jak otrzymał gitarę basową od Micka Cooke'a z Belle and Sebastian. Kapranos i Hardy zaczęli wspólnie grać pod koniec 2001 roku, kiedy to poznali McCarthy'ego, który został perkusistą pomimo braku wcześniejszego doświadczenia gry na tym instrumencie. McCarthy do Glasgow przyjechał w tym samym roku, po ukończeniu studiów w Konserwatorium Monachijskim. Trójka muzyków przez pewien czas wykonywała próby w domu McCarthy'ego. Dołączył do nich Thomson, były perkusista zespołu The Yummy Fur, który w nowym zespole wolał grać na gitarze. Ostatecznie McCarthy i Thomson zamienili się instrumentami, a zespół przeniósł się do opuszczonego magazynu, który nazwali Chateau. Grupa odbywała w nim próby oraz organizowała rave’owe imprezy, łączące muzykę i sztukę. Potrzebowali nowej sali prób, a gdy policja odkryła ich nielegalne imprezy artystyczne, znaleźli ją w innym budynku.
Gdy członkowie zespołu się połączyli, zdecydowali, że nazwą zespołu będzie Franz Ferdinand. Nazwa pierwotnie została zainspirowana koniem wyścigowem o imieniu Archduke Ferdinand. Po zobaczeniu, jak koń wygrał wyścig konny Northumberland Plate w 2001 roku, zespół zaczął dyskutować arcyksięciu Franciszku Ferdynandzie i pomyślał, że będzie to dobra nazwa zespołu ze względu na aliterację imienia i implikacje śmierci arcyksięcia – jego zabójstwo było znaczącym czynnikiem w okresie poprzedzającym I wojnę światową.

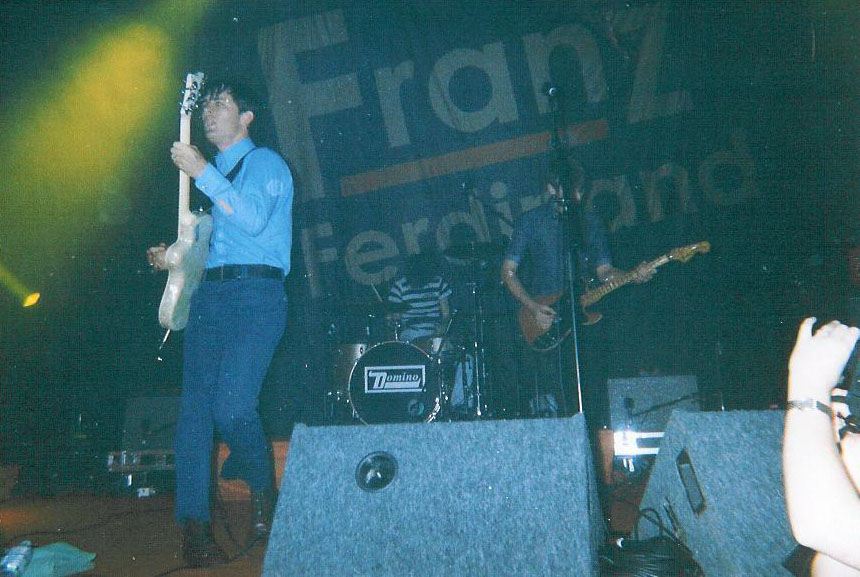
Koncert w The Guildhall (2004)

Latem 2002 roku Franz Ferdinand nagrał minialbum, który sami zamierzali wydać, lecz latem 2003 roku podpisali oni kontrakt z wytwórnią Domino. Wkrótce potem przenieśli się do Malmö w Szwecji, aby pracować z producentem Torem Johanssonem w Gula Studios. Debiutancki singiel „Darts of Pleasure” ukazał się jesienią, a do końca 2003 roku Franz Ferdinand supprotował m.in. takie grupy jak Hot Hot Heat czy Interpol. Drugi singiel zespołu „Take Me Out” ukazał się na początku 2004 roku i przyniósł im większą popularność w Wielkiej Brytanii. Utwór zajął trzecie miejsce na brytyjskiej liście albumów i wraz z „Darts of Pleasure” znalazł się on w wydanym w lutym 2004 roku albumie Franz Ferdinand.
W 2004 roku Franz Ferdinand otrzymał nagrodę Mercury Music Prize 2014 za najlepszy album z Wielkiej Brytanii i Irlandii. Teledysk do utworu „Take Me Out” zdobył nagrodę w kategorii „Breakthrough Video” na gali MTV Video Music Awards 2004. Magazyn NME uznał płytę Franz Ferdinand za najlepszy album 2004 roku i w 2006 roku umieścił ją na 38. miejscu na liście „100 Best Albums of All Time”.
W 2005 roku zespół otrzymał nominację do nagrody Grammy 2005 w kategorii „Najlepszy album alternatywny”, a także zdobył dwie nagrody Brit Awards 2005 w kategoriach „Najlepsza brytyjska grupa” i „Najlepszy brytyjski zespół rockowy” oraz Ivor Novello Awards 2005. Zespół wykonał „Take Me Out” jako medley na żywo wraz z Los Lonely Boys, Maroon 5, Black Eyed Peas i Gwenem Stefanim podczas 47. dorocznej gali rozdania nagród Grammy w 2005 roku, podczas której „Take Me Out” zostało nominowane w kategorii „Najlepszy występ rockowy duetu lub grupy z wokalem”.

### You Could Have It So Much Better(2005–2007)

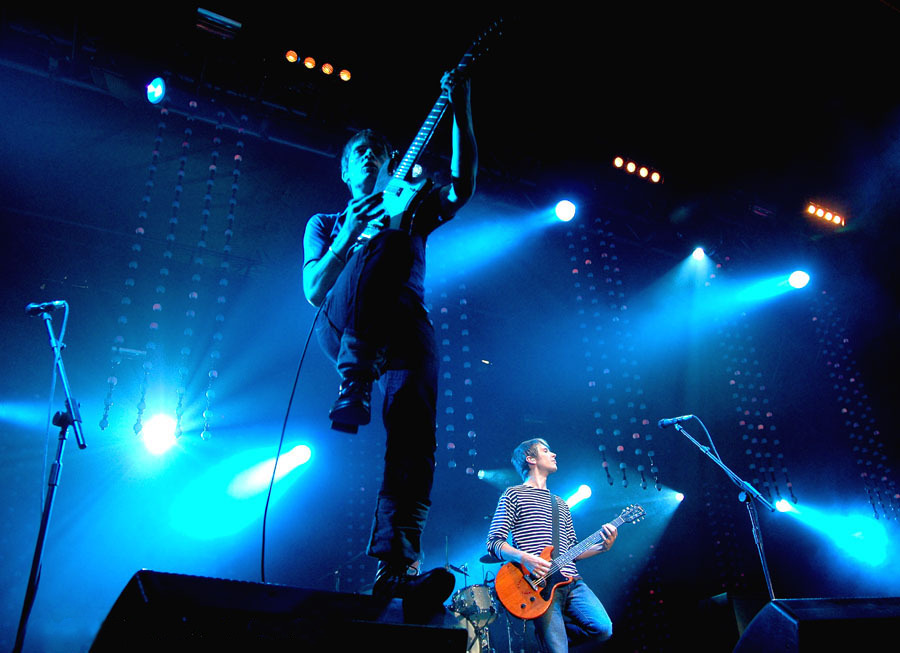
Franz Ferdinand w Dundee (2006)

Zespół pracował nad drugim albumem studyjnym wraz z producentem Richem Costeyem w Glasgow i Nowym Jorku. Wydana na początku października 2005 roku płyta You Could Have It So Much Better poszerzyła brzmienie zespołu m.in. o fortepianowe ballady. Drugi studyjny album także odniósł sukces, stając się pierwszym albumem zespołu notowanym na 1. miejscu list, zdobywając także cztery miejsca na liście 30. najlepszych singli w Wielkiej Brytanii. W Stanach Zjednoczonych osiągnął 8. miejsce i uzyskał status złotej płyty.
W celu promocji albumu wydano cztery single. Utwór „Do You Want To” dotarł do 4. miejsca na brytyjskiej liście przebojów, natomiast „Walk Away” i „The Fallen” znalazły się w pierwszej piętnastce. Czwarty i ostatni singiel z drugiego albumu, „Eleanor Put Your Boots On”, osiągnął 30. miejsce na brytyjskiej liście przebojów. 
Płyta You Could Have It So Much Better otrzymała nominację do nagrody dla najlepszego albumu alternatywnego podczas 48. dorocznej gali rozdania nagród Grammy w 2006 roku, podobnie jak „Do You Want To” w kategorii najlepszego wykonania rockowego duetu lub zespołu z wokalem.
Płytę i single ozdobiły grafiki inspirowane rosyjskim konstruktywizmem. Projekt okładki albumu You Could Have It So Much Better wzorowany jest na portrecie Lilii Brik autorstwa Aleksandra Rodczenki z 1924 roku.

### Tonight: Franz Ferdinand(2007–2011)

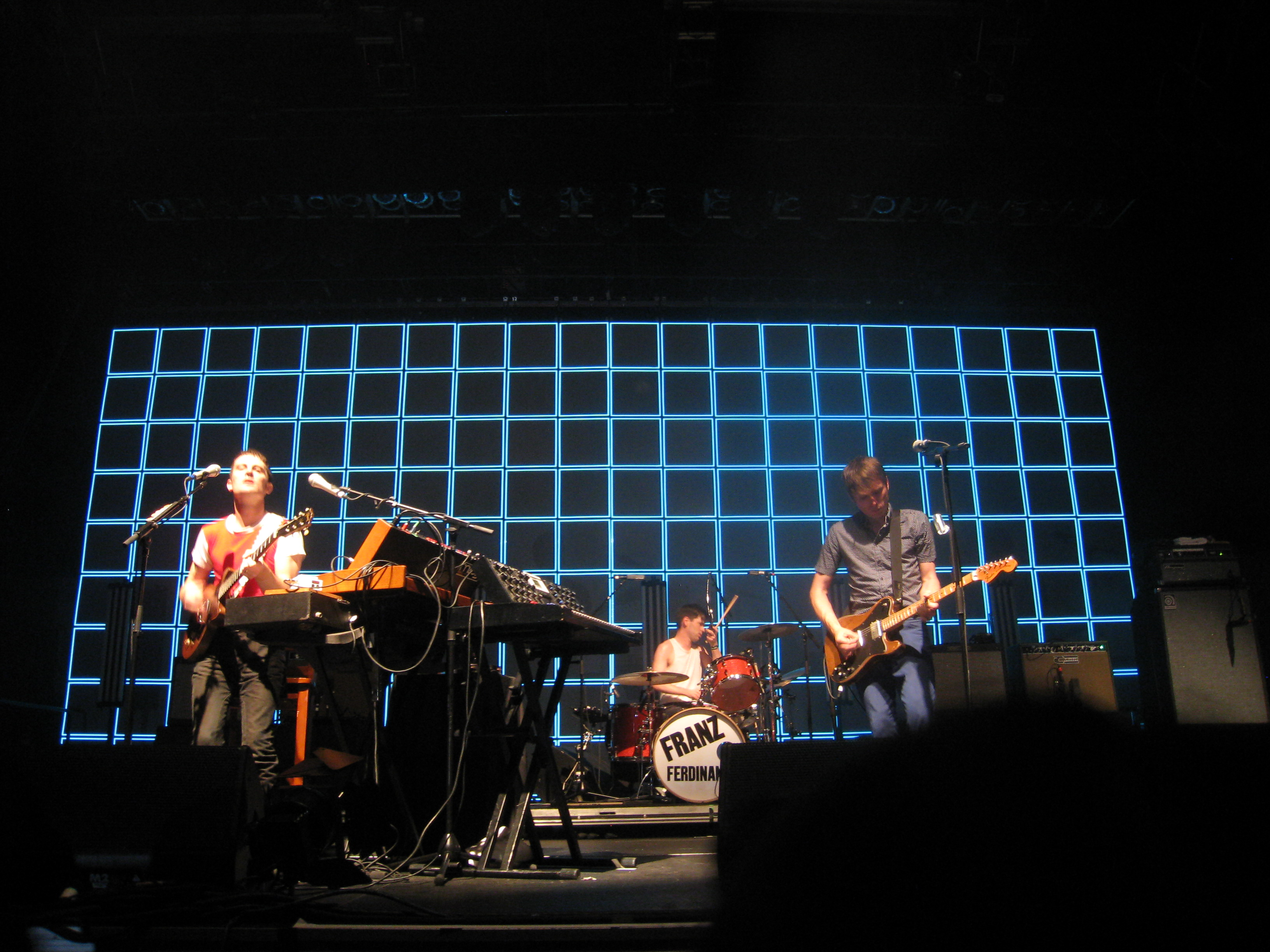
Koncert zespołu Franz Ferdinand w Roseland Ballroom (2008)

19 stycznia 2009 roku premierę miał singiel „Ulysses” promujący ich trzeci studyjny album. Franz Ferdinand zapowiadał w tym czasie, że ich nowe wydawnictwo ma się zasadniczo różnić od dotychczasowych dzieł. Premiera albumu Tonight: Franz Ferdinand odbyła się 26 stycznia 2009 roku. 
Zespół nagrał go w Govan Town Hall, w nieużywanym budynku w Glasgow, który wcześniej pełnił funkcję ratusza. Tonight został zmiksowany przez kanadyjskiego inżyniera dźwięku Mike'a Frasera.
Album zadebiutował na 2. miejscu listy przebojów UK Albums Chart w Wielkiej Brytanii i na 9. miejscu na liście Billboard 200 w Stanach Zjednoczonych.

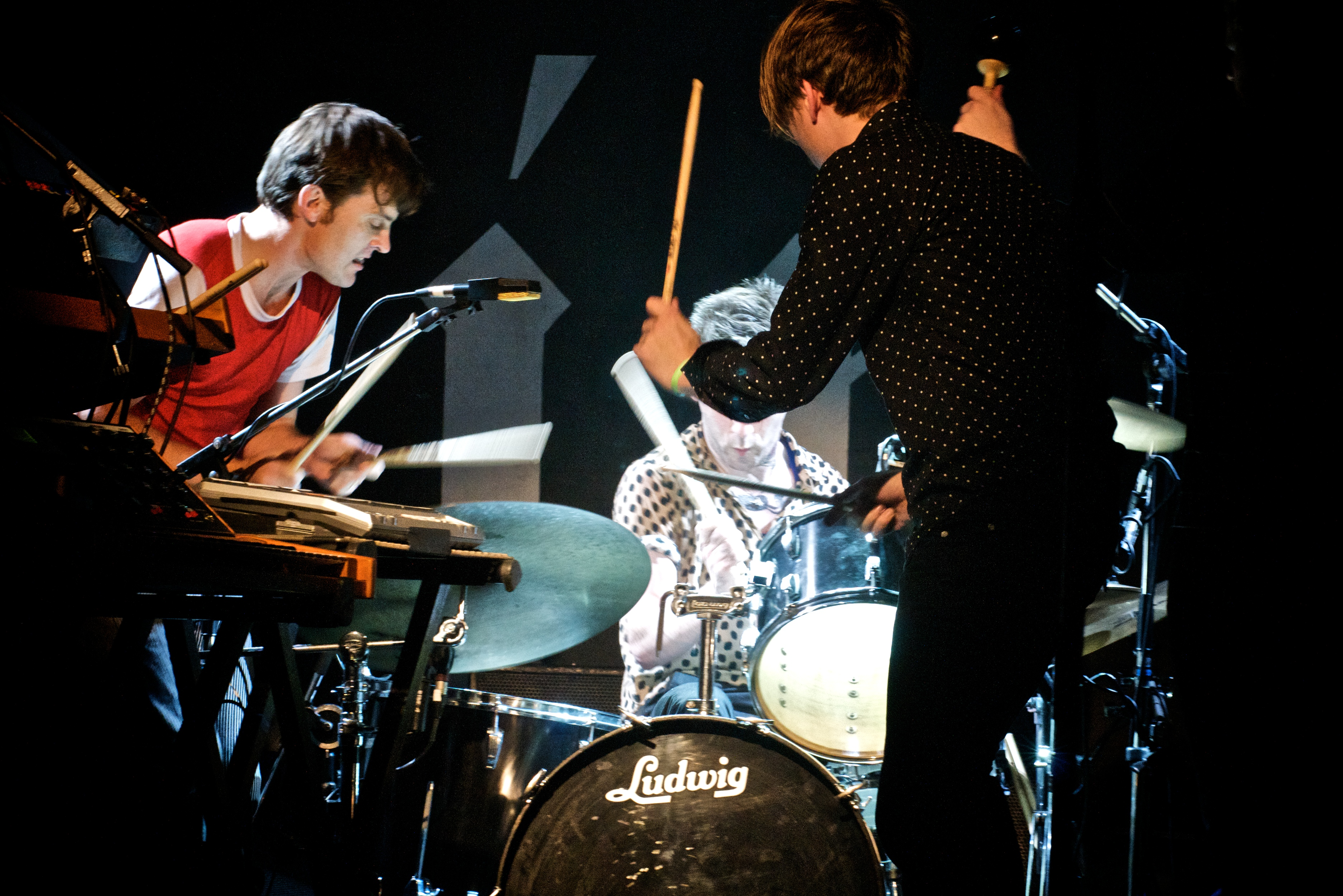
Koncert zespołu w São Paulo (2009)

Drugi singiel „No You Girls” odniósł sukces zarówno na listach przebojów, jak i w radiu jeszcze przed wydaniem, ostatecznie docierając do 9. miejsca na liście przebojów w Wielkiej Brytanii. „Can't Stop Feeling” ukazał się 6 lipca 2009 roku jako trzeci singiel z albumu, a pod koniec sierpnia tego samego roku „What She Came For” został wydany jako czwarty singiel wraz z remiksami. Zespół wykonał utwór „What She Came For” w programie The Tonight Show with Conan O'Brien 26 sierpnia 2009 roku.
W lutym 2009 roku Glastonbury Festival ogłosił, że zespół Franz Ferdinand będzie pierwszym dużym zespołem grającym na tegorocznym festiwalu. Zespół ogłosił również, że wiosną wyruszy w trasę koncertową po Stanach Zjednoczonych, która będzie obejmować 19 koncertów w ramach promocji nowego albumu. Trasa obejmowała m.in. występ na festiwalu Coachella Valley Music and Arts Festival. W maju 2009 roku ogłoszono, że Franz Ferdinand będzie trzecim supportem Green Day podczas trasy 21st Century Breakdown World Tour. Zagrali w dniach od 8 do 26 sierpnia 2009 roku, po grupach Kaiser Chiefs i The Bravery.
Wcześniej, bo w kwietniu 2009 roku zespół Franz Ferdinand zapowiedział wydanie dubowej wersji swojego ostatniego albumu pn. Blood: Franz Ferdinand, który prócz utrzymania klimatu indie i disco miał być wypełniony wpływami afrobeatu i muzyki elektronicznej. Jego producentem był Dan Carey. 16 kwietnia 2011 roku Domino wydało składankę Covers, na której znalazły się utwory z albumu Tonight: Franz Ferdinand zagrane przez Peaches, LCD Soundsystem, Stephina Merritta, ESG i Debbie Harry (nagrywała ona w duecie z zespołem).

### Right Thoughts, Right Words, Right ActioniFFS(2012–2015)

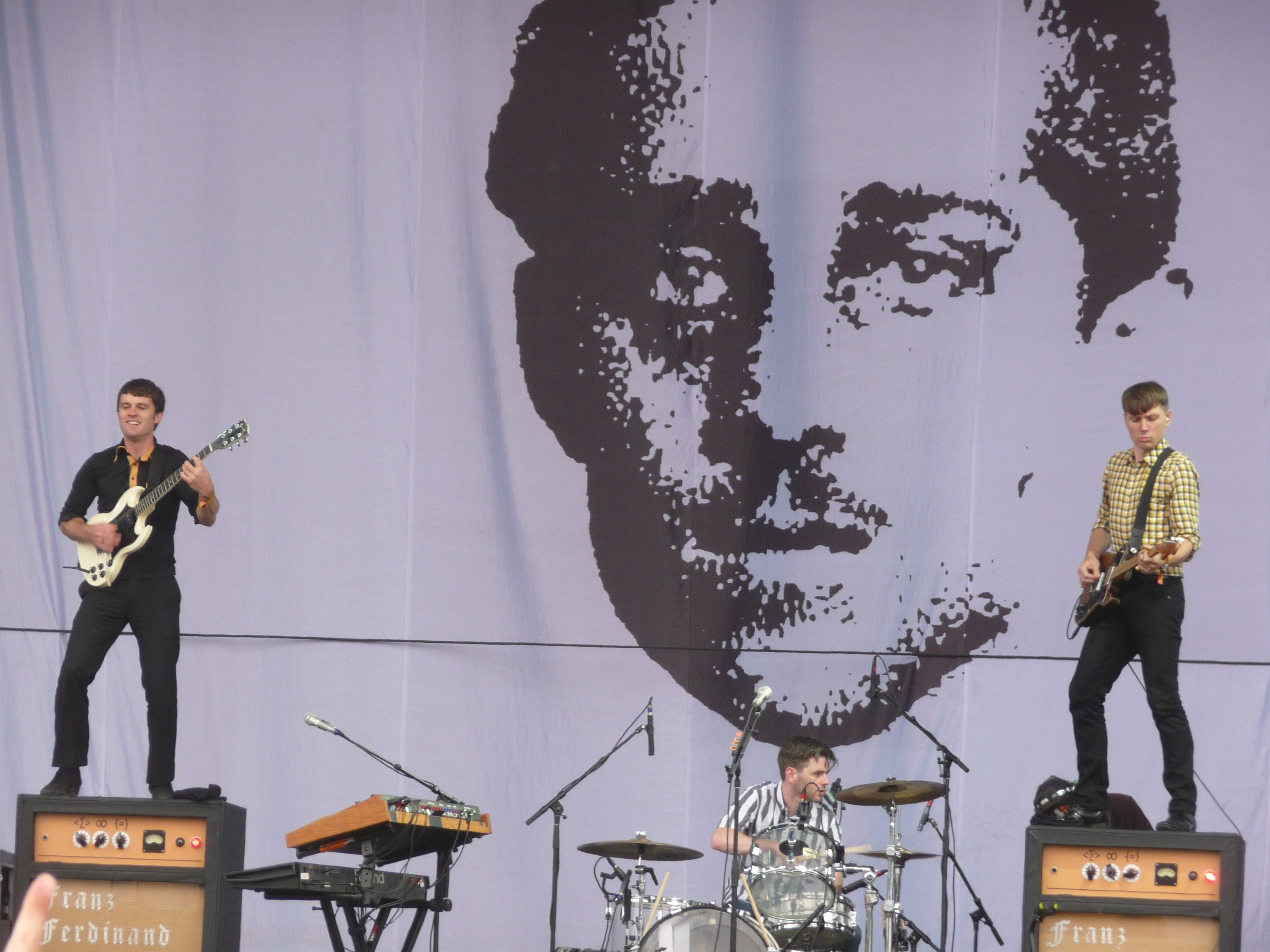
Koncert Franz Ferdinand na Outside Lands Music and Arts Festival (2012)

Prace nad czwartym albumem studyjnym rozpoczęły się w 2010 roku. Alex Kapranos stwierdził, że zespół obiecał sobie, iż nie będzie nadmiernie nagłaśniał swoich postępów, gdyż żałował tego w przypadku ich poprzedniej płyty.  
W maju 2012 roku zespół powrócił na trasę koncertową, grając na kilku festiwalach latem 2012 roku, w tym jako gwiazda wieczoru na festiwalu Field Day w londyńskim Victoria Park. 
Podczas trasy koncertowej w 2012 roku zespół stopniowo wprowadzał do swojego repertuaru nowe utwory, w tym przerobioną wersję utworu „Can't Stop Feeling” z albumu Tonight w połączeniu z utworem „I Feel Love” Donny Summer. W marcu 2013 roku Franz Ferdinand kontynuował trasę koncertową i premierowe wykonywanie nowych piosenek. Jeszcze w tym samym miesiącu zagrali premierowo „Evil Eye” i „Love Illumination”.

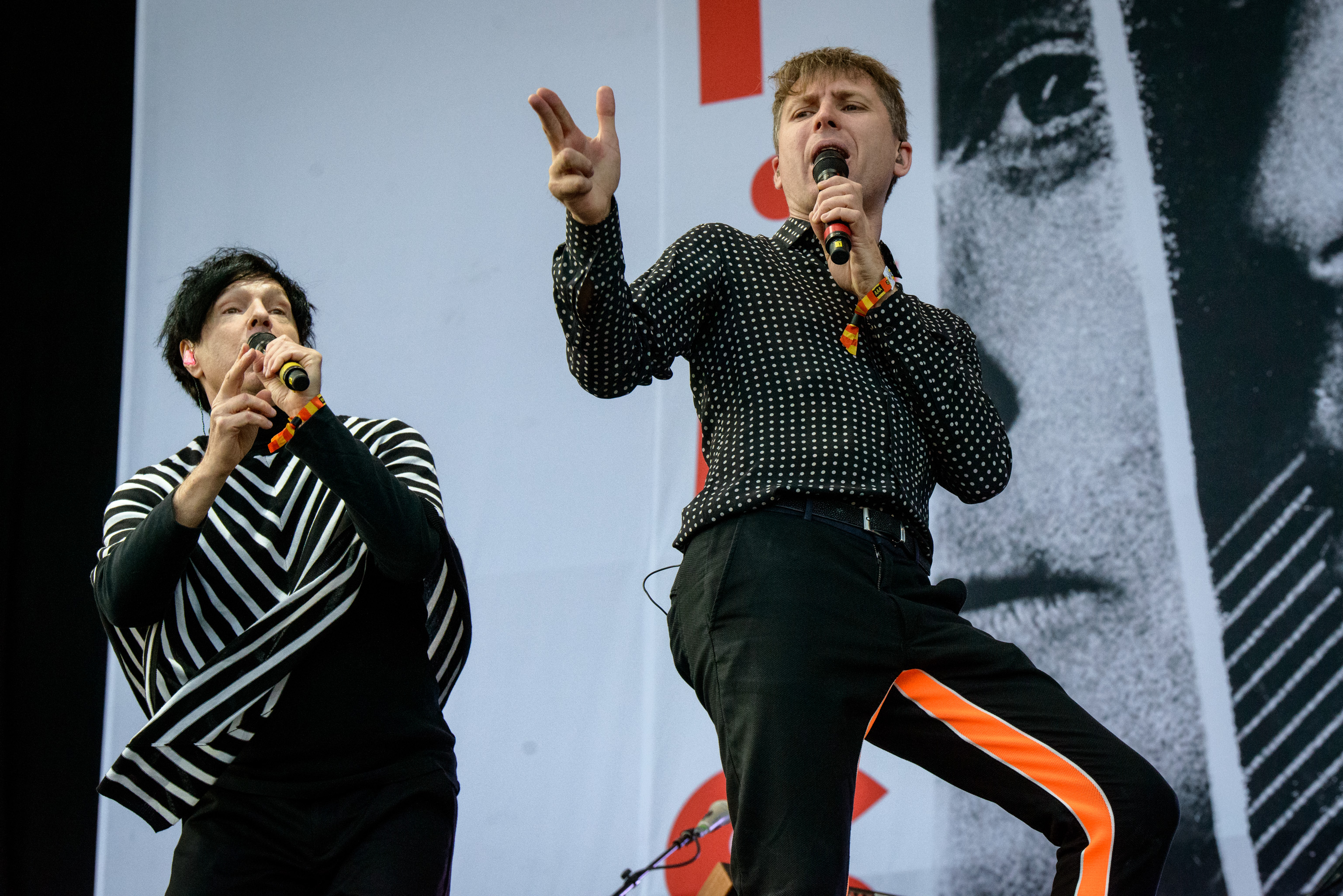
Russell Mael i Alex Kapranos występujący jako supergrupa FFS na festiwalu Lollapaooza 2015

W połowie maja 2013 roku zespół ogłosił kolejny studyjny album – Right Thoughts, Right Words, Right Action, a miesiąc później zapowiedział trasę koncertową po Europie, Ameryce Północnej i Japonii. Przy nagraniu albumu Franz Ferdinand pracował w studiach w Glasgow, Londynie i Sztokholmie wraz z dużą obsadą współpracowników. Na początku lipca 2013 roku grupa zaprezentowała teledysk do swojego najnowszego singla – „Right Action”. Czwarty album studyjny został wydany 26 sierpnia 2013 roku, lecz już kilka dni wcześniej ukazał się on przedpremierowo w serwisie streamingowym Deezer. Krytycy określili ten album jako „najlepszy i najbardziej przebojowy od czasów debiutanckiego albumu”. Znalazł się on w pierwszej dziesiątce przebojów w wielu krajach, w tym na 2. miejscu w Szkocji i na 6. w całej Wielkiej Brytanii. 
Na początku września 2013 roku ukazał się teledysk do trzeciego singla albumu – „Evil Eye”. Dzieło nakręcone przez Diane Martel utrzymano w stylistyce kaset VHS i przedstawia sceny rodem z horrorów. Pod koniec lutego 2014 roku zespół zaprezentował niemieckojęzyczny utwór „Erdbeer Mund”, który znalazł się jako B-side singla „Fresh Strawberries”.
9 marca 2015 zespoły Franz Erdinand i Sparks ogłosiły powstanie supergrupy pod nazwą FFS. Zapowiedziano także wspólną trasę koncertową po Europie. Tego samego dnia na kanale zespołu w serwisie YouTube opublikowano teaser zatytułowany „The Domino Effect”. 1 kwietnia ogłosili oni album studyjny o nazwie FFS, który został wydany 8 czerwca tego samego roku nakładem wytwórni Domino. Z albumu wydano trzy oficjalne single: „Johnny Delusional”, który ukazał się 13 kwietnia „Call Girl”, którego premiera odbyła się 28 maja i 23 października utwór „Police Encounters”.

### Zmiany w składzie iAlways Ascending(2016–2021)

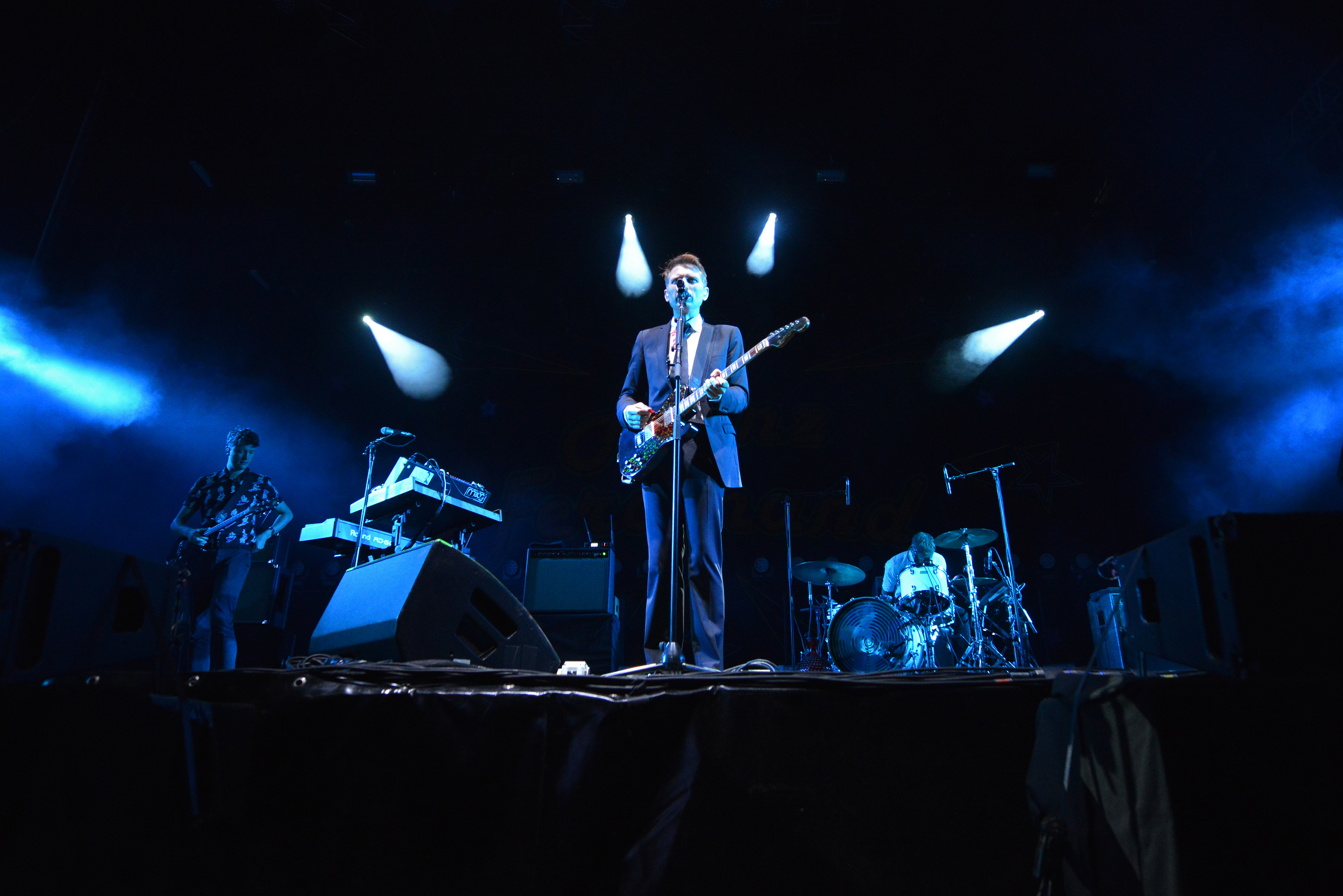
Koncert zespołu w Saint-Nazaire (2019)

8 lipca 2016 roku zespół ogłosił, że z uwagi na obowiązki rodzinne rozstaje się z nim Nick McCarthy, a w kolejnym roku do Franz Ferdinand dołączyli: gitarzysta Dino Bardot i klawiszowiec Julian Corrie. 
14 października 2016 roku grupa opublikowała utwór „Demagogue”, będący częścią projektu muzycznego „1000 Days, 1000 Songs”  (pierwotnie „30 Days, 30 Songs”), w ramach którego codziennie w okresie wyborów prezydenckich w Stanach Zjednoczonych prezentowano nową piosenkę skierowaną przeciwko kandydaturze Donalda Trumpa.
Pod koniec października 2017 roku zespół głosił swój kolejny album studyjny – Always Ascending. Jednocześnie udostępnili tytułowy singiel albumu. Album został wydany 9 lutego 2018 roku. Jego producentem był Philippe Zdar, a Kapranos opisywał jego brzemiennie jako „jednocześnie futurystyczne i naturalistyczne”. Wydano cztery single: „Always Ascending”, „Feel the Love Go”, „Lazy Boy” i „Glimpse of Love”.
Pod koniec października 2021 roku zespół ogłosił, że odchodzi z niego Paul Thomson, a nową perkusistką została Audrey Tait. Do ogłoszenia dołączono oświadczenie Thomsona i fotografię, na której symbolicznie podaje pałeczki Tait. Debiutancki występ nowej perkusistki z zespołem miał miejsce kilka tygodni przed oficjalnym ogłoszeniem, na pokazie mody Balmain w Paryżu 29 września 2021 roku.

### Hits to the HeadiThe Human Fear(od 2021)

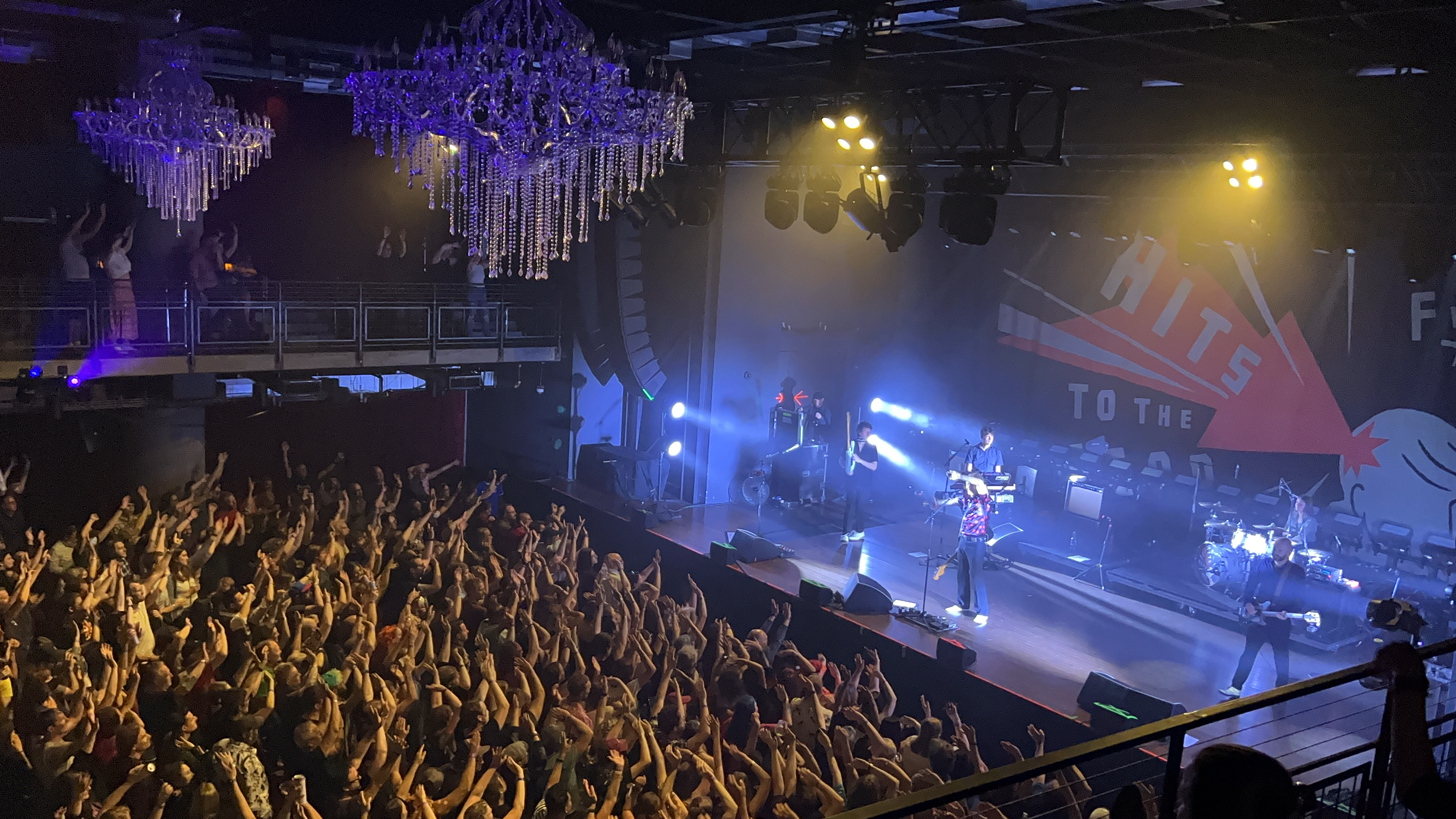
Koncert zespołu Franz Ferdinand w Fillmore Minneapolis (2022)

Po inwazji Rosji na Ukrainę 24 lutego 2022 roku Franz Ferdinand zrezygnował z występów w Rosji i 1 marca wydał antywojenny apel do swoich rosyjskich fanów. 
11 marca 2022 roku została wydana kompilacja Hits to the Head, w której znalazły się największe hity zespołu, a także nowe dwa utwory: „Billy Goodbye” i „Curious”, a drugi z nich był pierwszym utworem, w którego nagraniu brała udział Audrey Tait. Pierwszy z tych singli wydany został 2 listopada 2021 roku. 
11 września 2024 roku zespół Franz Ferdinand ogłosił swój szósty album studyjny The Human Fear, który premierę miał 10 stycznia 2025 roku. Pierwszy singiel, „Audacious”, został wydany po ogłoszeniu albumu. Album stał się pierwszym pełnometrażowym albumem z udziałem Tait na perkusji po odejściu z zespołu Paula Thomsona. Zespół wyruszył w trasę koncertową po Wielkiej Brytanii i Europie w pierwszej połowie 2025 roku, promując swój nowy album. Rozpoczęła się ona 14 lutego w Lizbonie, a zakończyła 7 marca w Glasgow. 
20 stycznia 2025 roku Franz Ferdinand wystąpił z gitarzystą Johnnym Marrem, byłym członkiem zespołu The Smiths, na koncercie, podczas którego wykonał trzy utwory: „Build It Up” z albumu The Human Fear, „Do You Want To” z albumu You Could Have It So Much Better i „Bigmouth Strikes Again” z albumu The Smiths The Queen Is Dead z 1986 roku. Koncert ten odbył się w Aviva Studios w Manchesterze w ramach Amazon Music City Sessions. 24 czerwca tego samego roku zespół udostępnił nagraną w studiu nową wersję piosenki „Build It Up” z udziałem Marra i wersję live remiksu „Hooked” z udziałem Master Peace’a, który został nagrany podczas ich występu w Barrowland Ballroom w Glasgow.

## Styl muzyczny
Stylistycznie muzyka zespołu Franz Ferdinand jest klasyfikowana w gatunkach m.in.: indie rock, garage rock revival, post-punk revival, dance-punk, dance-rock i art rock. 
Zespół zasłynął wykorzystaniem rosyjskiej awangardy w okładkach albumów i singli zaprojektowanych przez Matthew Coopera. Przykłady obejmują: „You Could Have It So Much Better”, który nawiązuje do portretu Lilii Brik z 1924 roku pędzla Aleksandra Rodczenki, „Take Me Out”, który nawiązuje do plakatu do filmu Szósta część świata tego samego autora, „This Fire”, który nawiązuje do plakatu Czerwonym klinem bij w białych autorstwa El Lissitzky'ego oraz „Michael”, z pojedynczą grafiką opartą na dziele Proun Lissitzky'ego. 
Piosenka „Love and Destroy” powstała na podstawie sceny zamieszek, jakie rozegrały się w mieszkaniu krytyka literackiego Łatuńskiego w wykonaniu Małgorzaty, bohaterki Mistrza i Małgorzaty Michaiła Bułhakowa.
Tekst piosenki „Do You Want To” nawiązuje do imprez w galerii sztuki Transmission w Glasgow, a w teledysku wykorzystano różnorodne dzieła współczesnej artystki Vanessy Beecroft.

## Członkowie zespołu

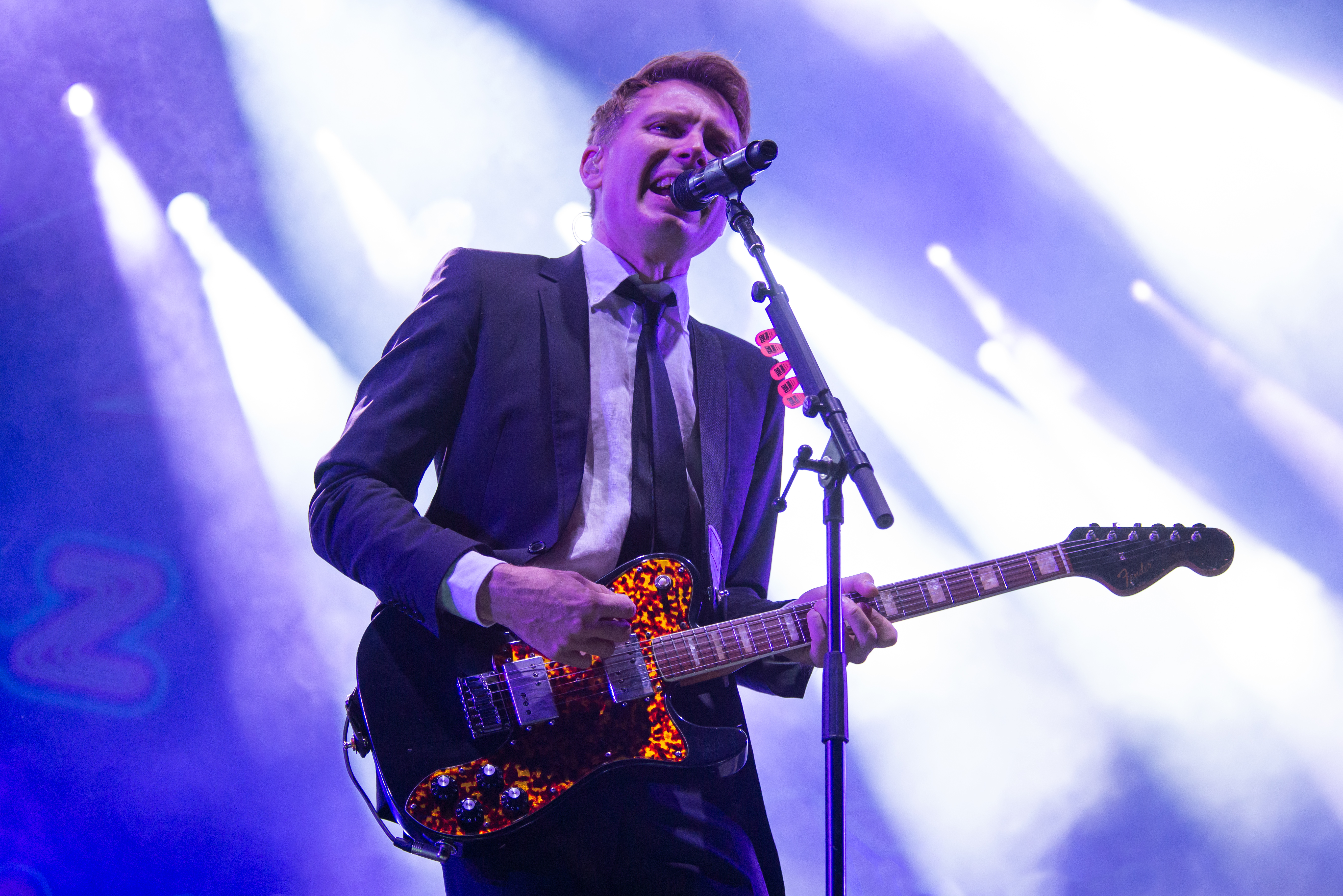
Alex Kapranos (2019)

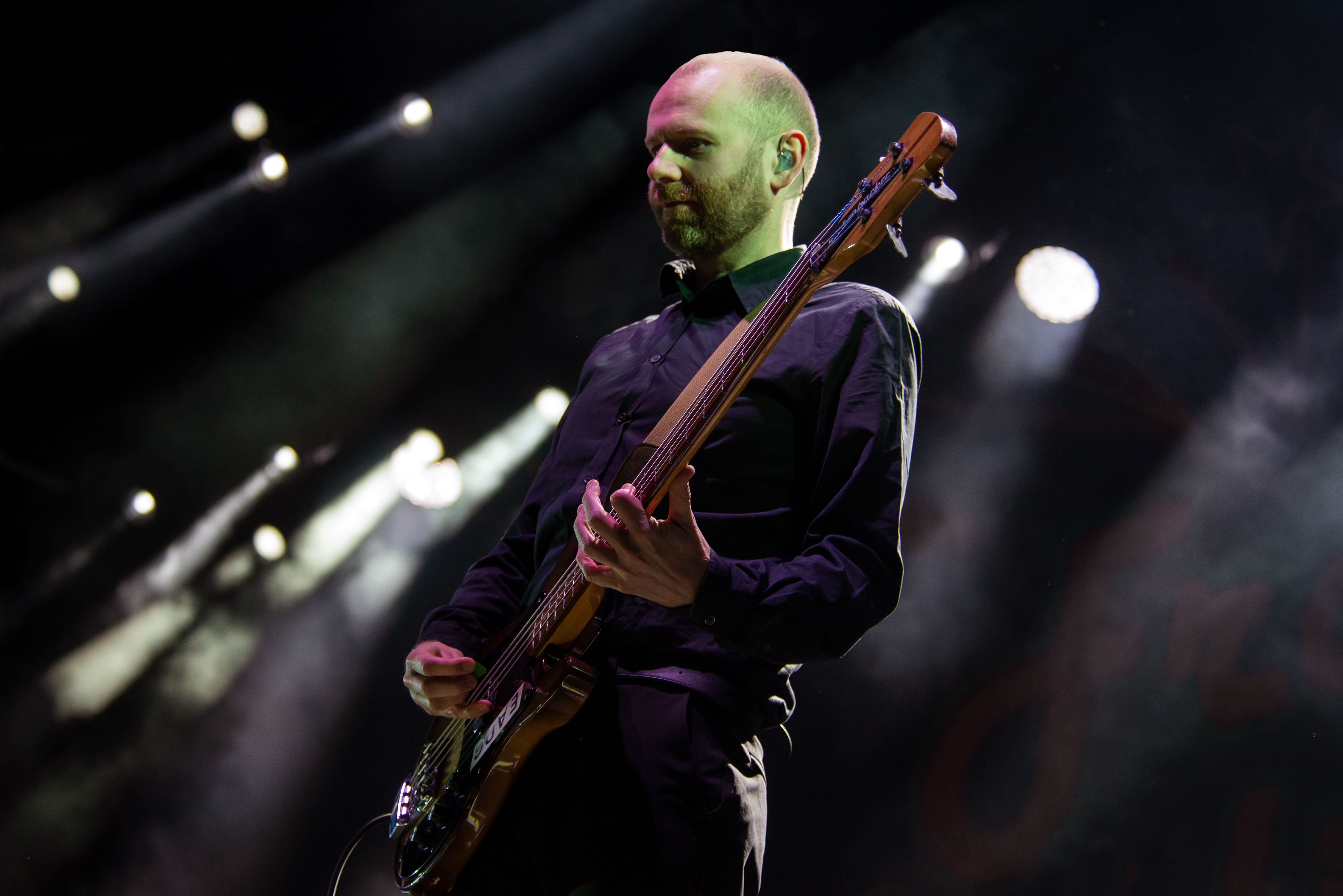
Bob Hardy (2019)

### Obecni członkowie
- Alex Kapranos – wokal, gitara (od 2001)
- Bob Hardy – gitara basowa (od 2001)
- Dino Bardot – gitara (od 2017)
- Julian Corrie – klawisze (od 2017)
- Audrey Tait – perkusja (od 2021)

### Byli członkowie
- Nick McCarthy – gitara (2001–2016)
- Paul Thomson – perkusja (2001–2021)

## Dyskografia
- Franz Ferdinand (2004)
- You Could Have It So Much Better (2005)
- Tonight: Franz Ferdinand (2009)
- Right Thoughts, Right Words, Right Action (2013)
- Always Ascending(inne języki) (2018)
- The Human Fear(inne języki) (2025)

## Koncerty w Polsce

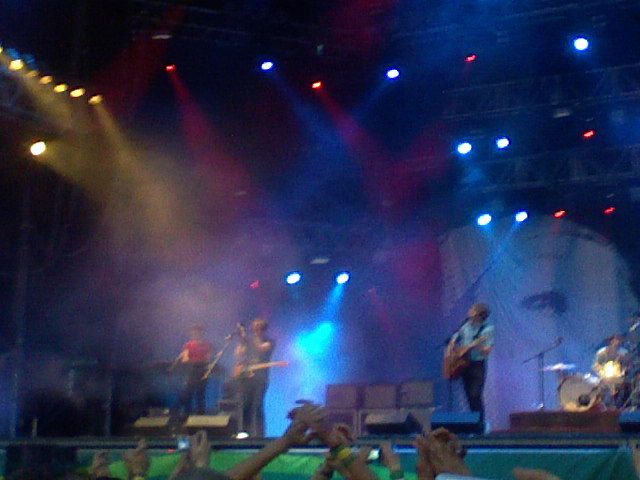
Open'er Festival 2006

- 7 lipca 2006 – Gdynia – Heineken Open'er Festival 2006[86]
- 19 listopada 2008 – Warszawa – Stodoła[86]
- 5 czerwca 2009 – Kraków – Selector Festival 2009[86]
- 6 lipca 2012 – Gdynia – Heineken Open'er Festival 2012[86]
- 9 sierpnia 2013 – Kraków – Coke Live Music Festival 2013[86]
- 8 marca 2018 – Warszawa – Stodoła[86]
- 30 kwietnia 2022 – Warszawa – Stodoła[86]
- 28 lipca 2023 – Łódź – Łódź Summer Festival 2023[86]
- 25 lutego 2025 – Warszawa – Progresja[86]